# Jean-Baptiste Grisons
Jean-Baptiste Lucien Grisons (1746-1815) est un musicien français.

## Biographie
Né à Lens en 1746 et mort en 1815, il est maître de chapelle à Saint-Omer de 1775 à 1787. Organiste et compositeur prolifique (172 œuvres composées durant ces douze années), il crée notamment en 1787 en tant que maître de musique (maître de chapelle) de la cathédrale Notre-Dame de Saint-Omer un oratorio intitulé Esther inspiré du Livre d'Esther de l'Ancien Testament. L'air d'introduction (joué sur le grand orgue) par lequel débute cet oratorio donne, quasiment note pour note, la mélodie du futur hymne national de la France, La Marseillaise, chant patriotique dont les paroles seront écrites en 1792, sur cet air de Grisons, par Rouget de l'Isle. À moins que Grisons l'ait ajouté après coup à son oratorio. Mais cette dernière hypothèse a été émise sans la moindre preuve, ce qui lui ôte toute portée.